# Miroslav Konôpka
Miroslav Konôpka, né le 21 janvier 1962 à Bratislava en Slovaquie, est un pilote automobile slovaque. Il est également le propriétaire et le directeur de l'écurie de sport automobile slovaque ARC Bratislava.
Il a participé ou participe actuellement, dans la catégorie Sport-prototype à des championnats tels que le Championnat du monde d'endurance, l'Asian Le Mans Series ou l'Ultimate Cup Series. Dans la catégorie Grand tourisme, il a participé ou participe actuellement a des championnats tels que les 24H Series, l'International GT Open ou le GT World Challenge Europe Endurance Cup.

## Palmarès

### Résultats aux24 Heures du Mans
| Année | Écurie                 | Copilotes                                   | Voiture                 | Classe | Tours | Pos. | Class Pos. |
| ----- | ---------------------- | ------------------------------------------- | ----------------------- | ------ | ----- | ---- | ---------- |
| 2006  | T2M Motorsport         | Yutaka Yamagishi Jean-René de Fournoux      | Porsche 911 GT3 RS      | GT2    | 196   | Abd. | Abd.       |
| 2010  | Team Felbermayr-Proton | Horst Felbermayr, Sr. Horst Felbermayr, Jr. | Porsche 911 GT3 RSR     | LMGT2  | 304   | 24e  | 8e         |
| 2017  | ARC Bratislava         | Konstantīns Calko (en) Rik Breukers         | Ligier JS P217 - Gibson | LMP2   | 314   | 45e  | 18e        |
| 2019  | ARC Bratislava         | Henning Enqvist Konstantin Tereshchenko     | Ligier JS P217 - Gibson | LMP2   | 160   | Abd. | Abd.       |
| 2021  | ARC Bratislava         | Oliver Webb Matej Konôpka                   | Oreca 07 - Gibson       | LMP2   | 342   | 24e  | 15e        |

### Résultats aux24 Heures de Daytona
| Année | Écurie                    | Copilotes                                                    | Voiture             | Classe | Tours | Pos. | Class Pos. |
| ----- | ------------------------- | ------------------------------------------------------------ | ------------------- | ------ | ----- | ---- | ---------- |
| 2005  | Sigalsport                | Gene Sigal Troy Hanson Nikolas Konstant Jay Wilton           | Porsche 996 GT3 Cup | GT     | 599   | 26e  | 12e        |
| 2006  | Sigalsport BMW            | Gene Sigal Peter MacLeod Blake Rosser                        | BMW M3 E46          | GT     | 34    | Abd. | Abd.       |
| 2008  | Matt Connolly Motorsports | Seth Ingram Mirco Schultis Bob Frost Ettore Contini          | Chase CCE           | DP     | 231   | 56e  | 21e        |
| 2012  | Orbit Racing / GMG        | Michael DeFontes Phil Fogg Jan Vonka (en) Ronald van de Laar | Porsche 911 GT3 Cup | GT     | 383   | Abd. | Abd.       |

### Résultats enChampionnat du monde d'endurance
| Année | Écurie         | Châssis  | Moteur                              | Classe      | 1        | 2     | 3     | 4     | 5     | 6     | Position | Points |
| ----- | -------------- | -------- | ----------------------------------- | ----------- | -------- | ----- | ----- | ----- | ----- | ----- | -------- | ------ |
| 2021  | ARC Bratislava | Oreca 07 | Gibson GK428 4,2 L V8 atmosphérique | LMP2 Pro/Am | SPA Abd. | POR 5 | MNZ 5 | LMS 5 | BHR 4 | BHR 5 | 8e       | 72     |